# Auguste Barbier

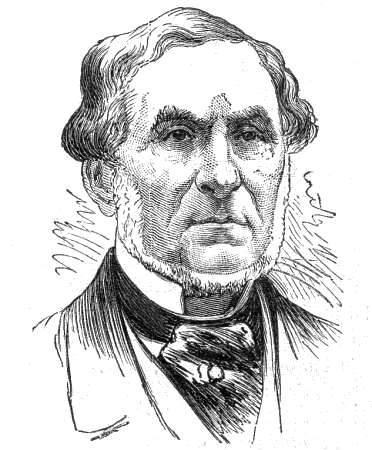
Auguste Barbier

Auguste Barbier (Parijs, 28 april 1805 - Nice, 14 februari 1882) was een Frans dichter. 
Hij werd op slag bekend door zijn bundel Iambes uit 1830, een serie heftige gedichten, geïnspireerd door de Julirevolutie. Het bekendst is het gedicht La Curée.
Latere bundels, zoals Lazare uit 1837, behaalden hetzelfde niveau niet meer. Andere werken van Barbier waren onder meer Les Mauvais Garçons, een satirische roman in samenwerking met Alphonse Royer, en Benvenuto Cellini, een operalibretto in samenwerking met Léon de Wailly (op muziek gezet door Hector Berlioz).
Zijn benoeming tot lid van de Académie française in 1869 was vooral een politieke daad: Barbier was een uitgesproken tegenstander van het keizerrijk van Napoleon III.

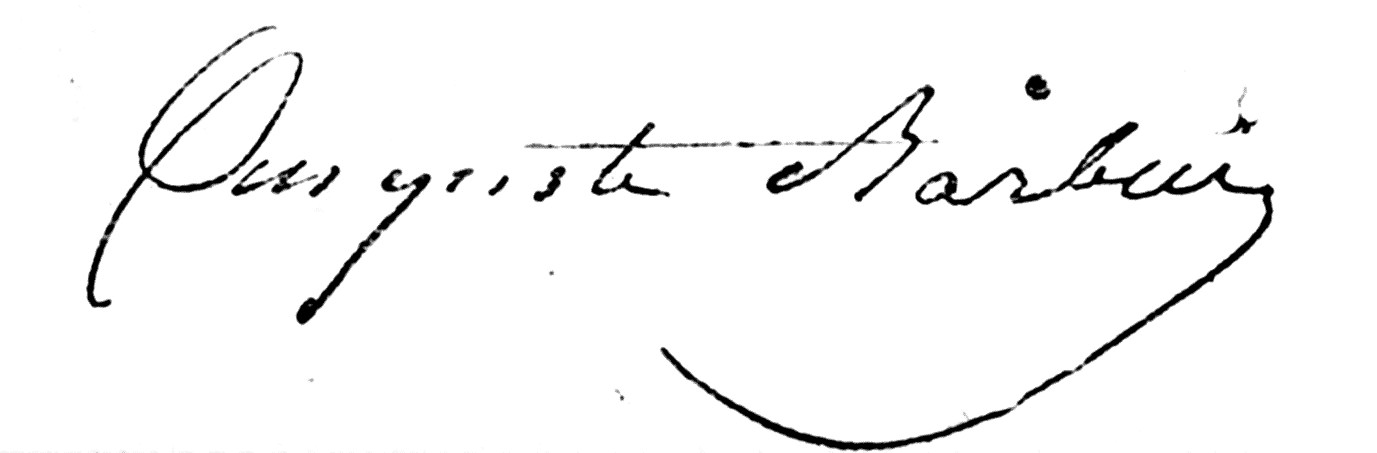
Handtekening Auguste Barbier

- Biblioteca Nacional de España: XX1510279
- Bibliothèque nationale de France: cb118901495 (data)
- Catàleg d'autoritats de noms i títols de Catalunya: 981058527880506706
- CiNii: DA05923886
- Digitale Bibliotheek voor de Nederlandse Letteren: barb032
- Gemeinsame Normdatei: 118657135
- International Standard Name Identifier: 0000 0000 8339 2599
- Library of Congress Control Number: n50021113
- Base Léonore: LH//109/32
- MusicBrainz: feddc594-24e5-4252-8b47-caf6bcf5b76e
- Nationale Bibliotheek van Tsjechië: ola2002151546
- Nationale bibliotheek van Australië: 35013487
- Nationale Bibliotheek van Israël: 987007463453805171
- Nationale en Universitaire bibliotheek Zagreb: 000639957
- Nederlandse Thesaurus van Auteursnamen: 070250715
- Réseau des bibliothèques de Suisse occidentale: 02-A018570884
- Istituto Centrale per il Catalogo Unico: RAVV062226
- SNAC: w6tb236d
- Système universitaire de documentation: 026704390
- Trove: 789963
- Virtual International Authority File: 10639641
- WorldCat: E39PBJv4rgM44c9B3jDhJ6qvpP